# Стадион Кантрида
Кантрида је фудбалски стадион у Ријеци, Хрватска, у четврти Кантрида, где своје утакмице игра фудбалски клуб Ријека.
Направљен је 1911. године на месту бившег каменолома и зато га зову стадионом под стенама, а отворен је 1912. утакмицом домаће Викторије и Грађанског из Загреба. Има изузетно атрактиван и јединствен положај: на једној страни су стене, а на другој море. Кантрида је била реконструисана неколико пута. Капацитет од 25.000 гледалаца, који је имала пре забране стојећих места, смањен је до капацитета од 10.275 седећих места.
Апсолутни рекорд посећености стадиона је постигнут на утакмици против Осијека 1999. године када се на Кантриди нагурало око 26.000 људи. Играла се утакмица када је Ријека имала шансу освојити првенство Хрватске.
Године 1984. Кантрида је угостила Реал из Мадрида, а историјску победу 'бијелих' 3:1 над шпанским фудбалским великаном гледало је 22.000 гледалаца.
Истакле су се и утакмице квалификација за Прву лигу Југославије против Црвенке и Новог Сада које је гледало преко 20.000 гледалаца.
Кантрида је највећи стадион у Приморско-горанској жупанији, а четврти по величини у Хрватској.